# Чалби (пустиня)
Пустинята Чалби е малка пустиня, намираща се в Северна Кения, близо до границата с Етиопия. Пустинята е в близост до езерото Туркана, най-голямото непресъхващо пустинно езеро в света. Най-близкият град до пустинята е градът Марсабит.
| Портал | Портал „Африка“ съдържа още много статии, свързани с Африка. Можете да се включите към Уикипроект „Африка“. |